# Atheta nesslingi
Atheta nesslingi är en skalbaggsart som beskrevs av Max Bernhauer 1928. Atheta nesslingi ingår i släktet Atheta, och familjen kortvingar. Arten är reproducerande i Sverige.